# Гори Осіма
Гори Осіма (яп. 渡島山地, おしまさんち, осіма санті) — гори в Японії, на півострові Осіма, у південно-західній частині Хоккайдо. Простягаються з півдня на захід в районі низин Ісікарі й Юфуцу.

## Короткі відомості
Гори північної части належать до вулканічних неогенових утворень. Вони виходять до низини Куромацунай, що пов'язує затоки Осямамбе та Суццу. Найбільшими вулканами цієї частини є Йоїта, Еніва, Тарумае, Райден, Нісекоан-нупурі, Йотей та Усу. Вони простягаються з північного заходу на південний схід. В міжгірських районах знаходяться невеликі озера, такі як Сіцуко та Тоя. З них беруть початок річки Акаї, Сірібецу, Йоїті та інші.
Гори розташовані на півдні Куромацунай складаються з граніту. Найвищими точками є Кома, Йокоцу, Юраппу, Отобе, Дайсенґен. З них починаються річки Тосібецу, Ассабу, Юраппу.